# Jeongeup

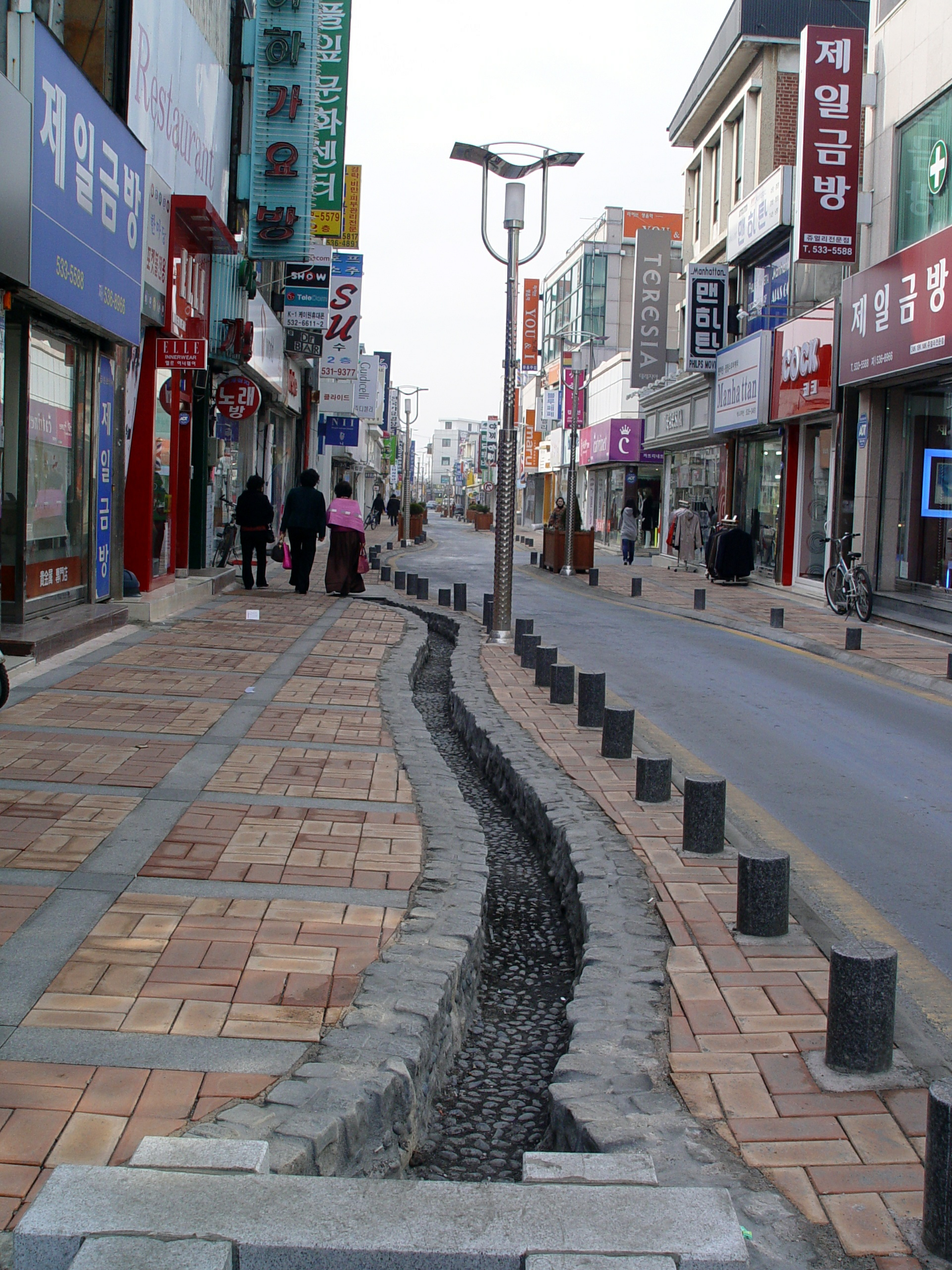
Gata i centrala Jeongeup.

Jeongeup (hangul: 정읍시, hanja: 井邑市) är en stad i den sydkoreanska provinsen Norra Jeolla. Folkmängden var 111 239 invånare i slutet av 2020, varav 73 307 invånare bodde i själva centralorten. Stadens yta uppgår till 693 kvadratkilometer.

## Administrativ indelning
Centralorten är indelad i åtta stadsdelar (dong): 
Chosan-dong,
Jangmyeong-dong,
Naejangsang-dong,
Nongso-dong,
Sanggyo-dong,
Sigi-dong,
Suseong-dong och
Yeonji-dong.
Ytterområdena är indelade i en köping (eup) och 14 socknar (myeon):
Buk-myeon,
Chilbo-myeon,
Deokcheon-myeon,
Gamgok-myeon,
Gobu-myeon,
Ibam-myeon,
Ipyeong-myeon,
Jeongu-myeon ,
Ongdong-myeon,
Sannae-myeon,
Sanoe-myeon,
Sintaein-eup,
Soseong-myeon,
Taein-myeon och
Yeongwon-myeon.